# Playa de El Escanu
La Playa de El Escanu, se sitúa en la parroquia de Lastres, perteneciente al concejo de Colunga, situado en la zona oriental del Principado de Asturias (España).

## Descripción
Esta playa es objeto de controversia ya que oficialmente no está catalogada como tal, sino que está considerada como un simple arenal. Se trata de una playa rectilínea de carácter portuario, situándose al abrigo del puerto, teniendo su origen en la construcción del mismo, al formar las mareas el depósito de arenas en este lugar.
Es por esta razón que no cuenta con ningún servicio, e incluso la limpieza no se realiza de modo diario, ni en tiempo de verano, cuando es frecuentada aunque con baja afluencia. Además, por su orientación al este, el propio pueblo de Lastres tapa la luz solar a media tarde. Y el baño no es recomendado por su cercanía al puerto.
Sus accesos son peatonales, ya que en la zona portuaria está prohibida la circulación de coches. Pudiéndose emplear o una corta escalera practicada en la roca desde el camino del puerto o una escalerilla realizada en el propio muro, para acceder al lecho arenoso.